# Xiphorhynchus fuscus
El trepatroncos enano o  chinchero enano (en Argentina y Paraguay) (Xiphorhynchus fuscus) es una especie de ave paseriforme de la familia Furnariidae, subfamilia Dendrocolaptinae, perteneciente al género Xiphorhynchus. Es nativa del centro oriente de Sudamérica.

## Distribución y hábitat
Se distribuye por el este y sur de Brasil, el este de Paraguay y el extremo nororiental de Argentina.
Esta especie es considerada bastante común en sus hábitats naturales: las selvas húmedas y montanas bajas de la Mata Atlántica, los crecimientos secundarios maduros y sus bordes, principalmente por debajo de los 1200 metros de altitud; más escaso en bosques semi-caducifolios  y capoeiras del cerrado.

## Sistemática

### Descripción original
La especie X. fuscus fue descrita por primera vez por el naturalista francés Louis Pierre Vieillot en 1818 bajo el nombre científico Dendrocopus fuscus; su localidad tipo es: «cerca de Río de Janeiro, Brasil».

### Etimología
El nombre genérico masculino «Xiphorhynchus» se compone de las palabras del griego «ξιφος xiphos»: espada, y «ῥυγχος rhunkhos»: pico; significando «con pico en forma de espada»; y el nombre de la especie «fuscus», del latín: pardo, de color oscuro.

### Taxonomía
La presente especie ya fue colocada en el género Lepidocolaptes y era tratada hasta recientemente como conespecífica con el trepatroncos atlántico Xiphorhynchus atlanticus, la cual fue separada con base en evidencias morfológicas y de vocalización y con soporte de datos genéticos. La separación fue aprobada en la Propuesta n° 809 al Comité de Clasificación de Sudamérica (SACC).
Los datos genético-moleculares indican que la presente especie es aparentemente hermana de un clado combinado por Xiphorhynchus pardalotus – X. ocellatus (incluyendo a X. beauperthuysii y X. chunchotambo) y X. elegans – X. spixii.

### Subespecies
Según las clasificaciones del Congreso Ornitológico Internacional (IOC) y Clements Checklist/eBird v.2019 se reconocen tres subespecies, con su correspondiente distribución geográfica:
- Xiphorhynchus fuscus pintoi Longmore & Silveira, 2005 – interior árido del noreste de Brasil (oeste de Bahía).
- Xiphorhynchus fuscus tenuirostris (Lichtenstein, 1820) – litoral oriental de Brasil desde el centro de Bahía hacia el sur hasta el río Doce (Espírito Santo).
- Xiphorhynchus fuscus fuscus (Vieillot, 1818) – sureste de  Brasil desde el sur de Goiás, este de Minas Gerais y Espírito Santo (río Doce) hacia el sur hasta el noreste y centro de Rio Grande do Sul, sur y sureste de Paraguay y noreste de Argentina (Misiones).